# اسکات برنس (تهیه‌کننده)
اسکات برنس (انگلیسی: Scott Burns؛ زادهٔ ۱ ژانویه ۲۰۰۰) یک تهیه‌کننده موسیقی، و مهندس اهل ایالات متحده آمریکا است.